# 霍山県
霍山県（かくざん-けん）は中華人民共和国安徽省六安市に位置する県。

## 行政区画
- 鎮:衡山鎮、仏子嶺鎮、下符橋鎮、但家廟鎮、与児街鎮、黒石渡鎮、諸仏庵鎮、落児嶺鎮、磨子潭鎮、大化坪鎮、漫水河鎮、上士市鎮、単竜寺鎮

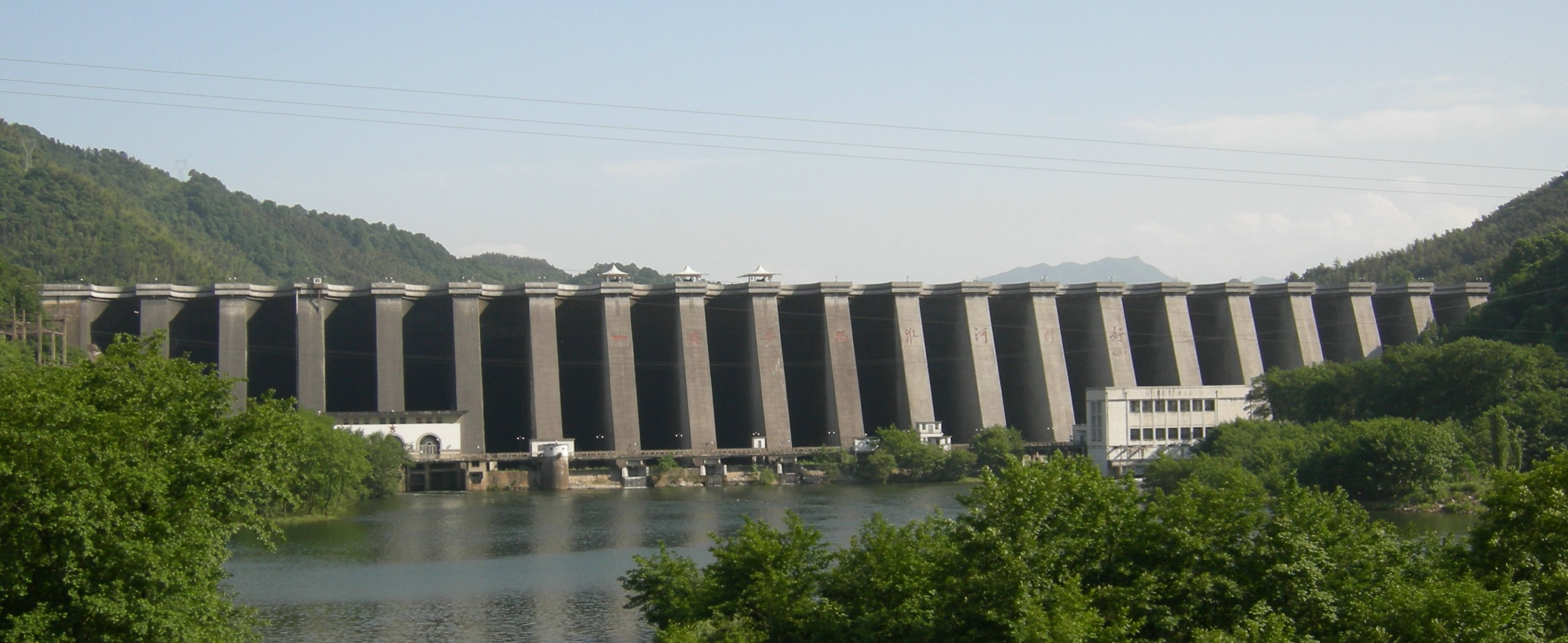
仏子嶺ダム

- 郷:東西渓郷、太平畈郷、太陽郷